# Pomnik Chwały i Męczeństwa w Algierze
Pomnik Chwały i Męczeństwa w Algierze (arab. مقام الشهيد) – monument upamiętniający algierską wojnę o niepodległość z lat 1954–1962. Odsłonięty w 20 rocznicę uzyskania niepodległości przez Algierię, 5 lipca 1982 w Algierze. 
Został zrealizowany według projektu polskiego rzeźbiarza Mariana Koniecznego. Formę pomnika budują trzy ogromne, żelbetowe liście palmy, chroniąc znajdujący się poniżej "Wieczny Płomień". Oparte o siebie podpory przytrzymują cylindryczne zwieńczenie będące jednocześnie punktem widokowym. U podnóża każdego liścia stoją rzeźby żołnierzy symbolizujących walkę Algierczyków za ojczyznę. Do zespołu realizacyjnego należeli: Bogusz Salwiński, Edward Krzak, Aleksander Śliwa - polscy rzeźbiarze z Akademii Sztuk Pięknych w Krakowie.

## Galeria

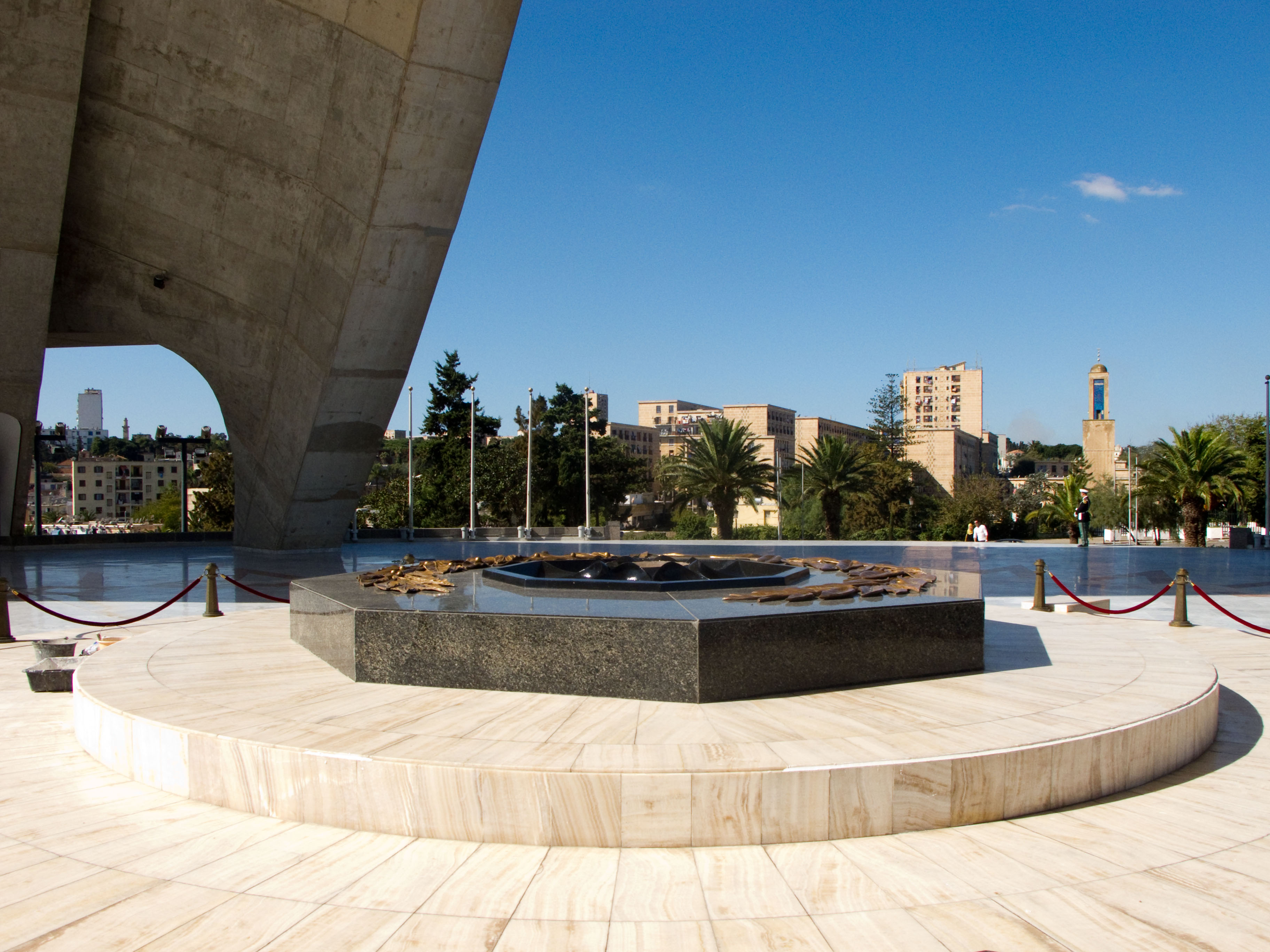
"Wieczny Płomień"
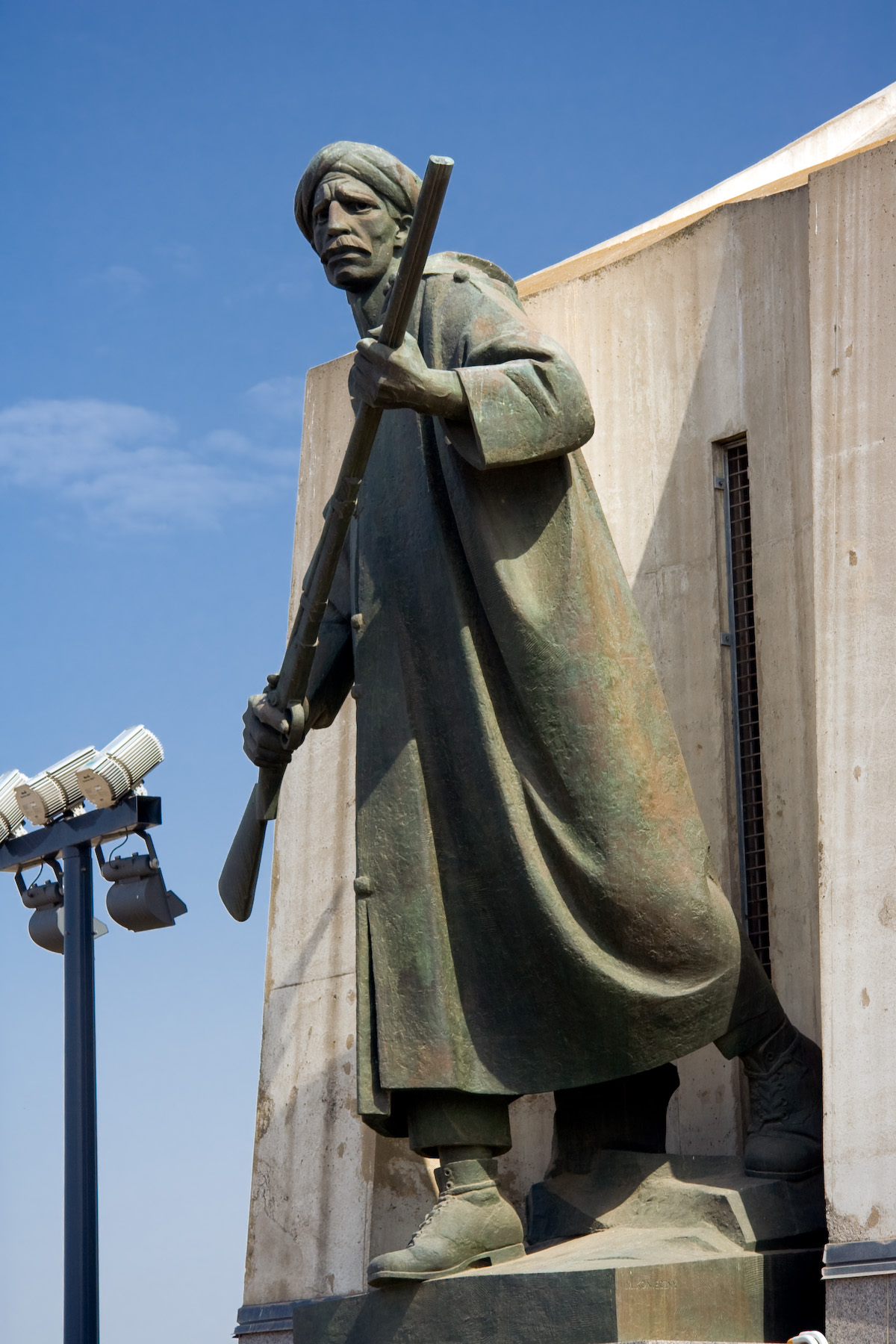
Rzeźba żołnierza
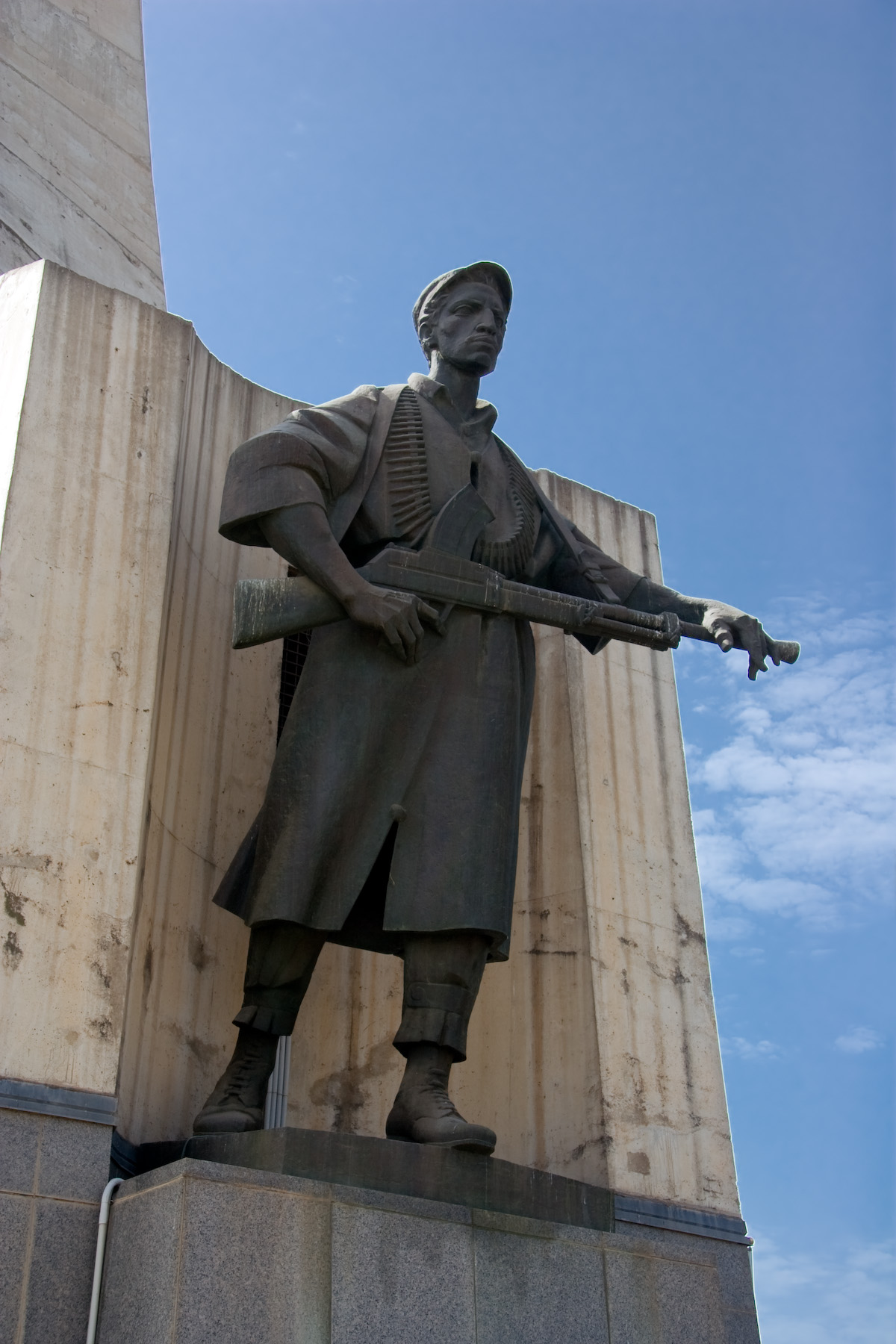
Rzeźba żołnierza
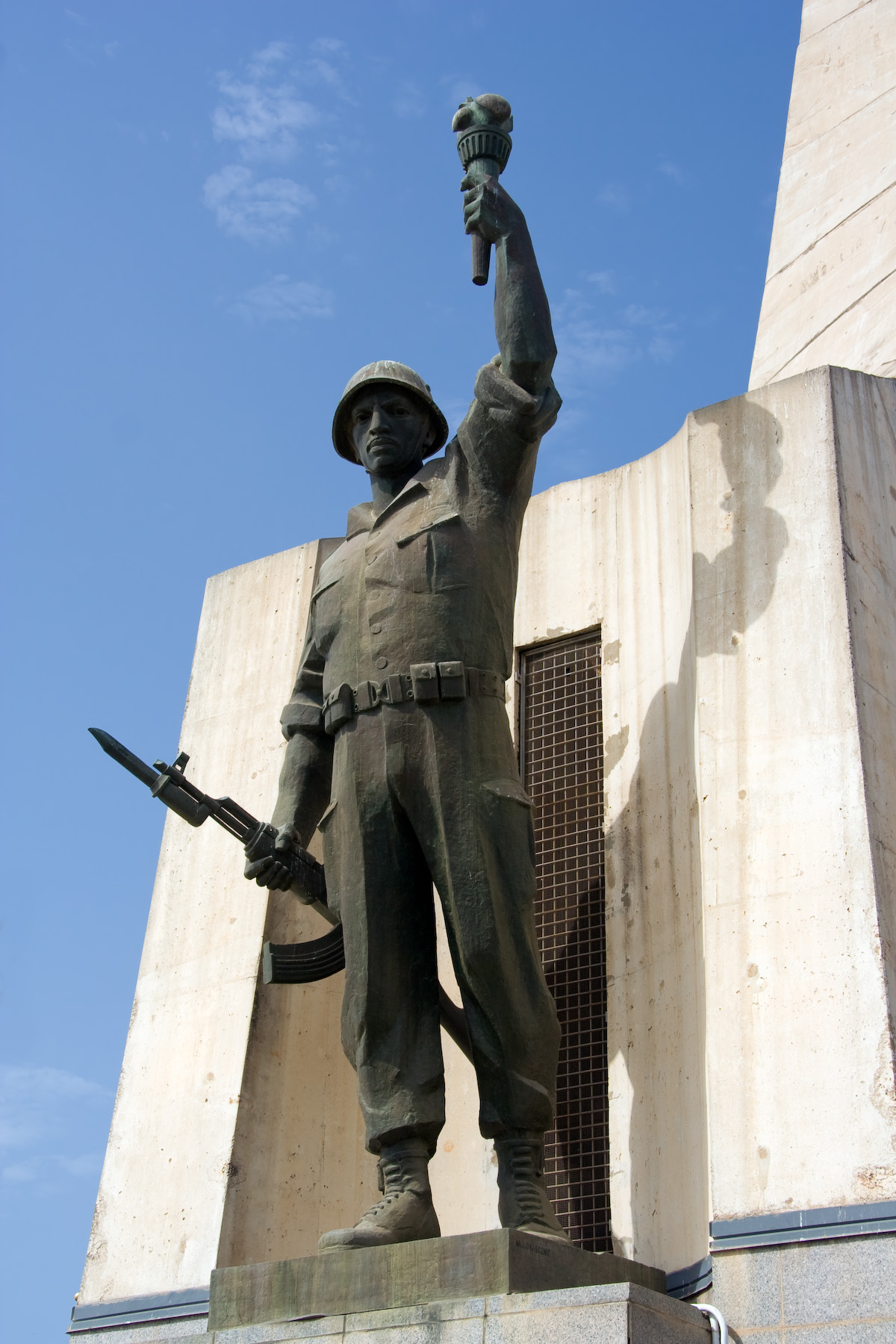
Rzeźba żołnierza